# Sint-Antonius Abtkerk (Queue-du-Bois)

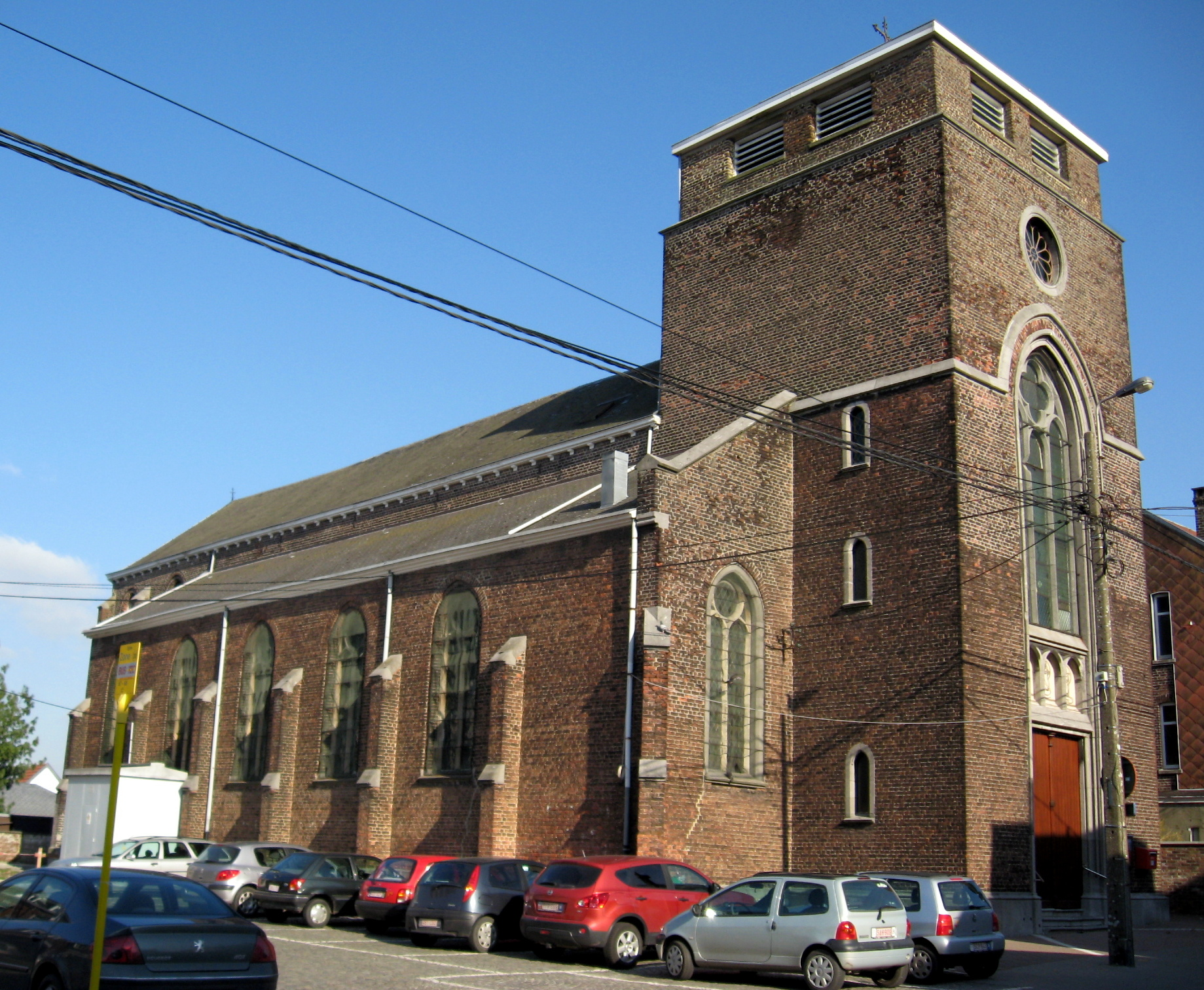
Sint-Antonius-Abtkerk

De Sint-Antonius Abtkerk (Église Saint-Antoine Ermite) is de parochiekerk van het in de Belgische gemeente Beyne-Heusay gelegen dorp Queue-du-Bois, gelegen aan de Rue Emile Vandervelde.

## Geschiedenis
Queue-du-Bois behoorde oorspronkelijk tot de parochie van Fléron. In 1762 werd een aan Sint-Antonius Abt gewijde kapel opgericht die in 1833 tot parochiekerk werd verheven.

## Gebouw
De huidige kerk betreft een driebeukig pseudobasilicaal bakstenen neogotisch bouwwerk met driezijdig afgesloten koor. De kerk werd in 1882-1885 gebouwd naar ontwerp van Emile Demany, maar de voorgebouwde toren werd nimmer voltooid.
Het kerkmeubilair is neogotisch en is grotendeels afkomstig van de ateliers van Tombay te Luik.